# 東京都デジタルサービス局
東京都デジタルサービス局（とうきょうとデジタルサービスきょく、Tokyo Metropolitan Government Bureau of Digital Services）は、東京都組織条例（昭和35年東京都条例第66号）に基づいて東京都に置かれる局である。

## 概要
各局に設置されていた情報システム部門が再編統合され、2021年（令和3年）4月1日に発足した。
分掌事務は次のとおり。
1. 情報通信技術を活用した行政の総合的な推進に関すること。

## 不祥事
2025年4月16日午前8時から9時にかけて、デジタル戦略担当課長が、出勤中の都営地下鉄大江戸線の春日駅から飯田橋駅に向かう車内で、女性のスカートの中を盗撮しようとしたとして逮捕された。
当初は容疑を否認していたが、スマートフォンからは女性のスカートの中を盗撮した映像が見つかっていて、取り調べに対して容疑を認めている。
都の担当者は、JNNの取材に対し「事実を確認しているところです」、産経新聞の取材に「職員が逮捕された事実は把握しているが、詳細については現在確認中だ」としている。
東京都は、「事実関係を確認中」、「必要な調査を進めていく」としている。
都職員を巡っては12日にも、JR京浜東北線の車内で女性の太ももなどを盗撮したとして、東京都都市整備局の課長が逮捕されている。

## 組織
2025年4月1日時点
1. 総務部
  1. 総務課
  2. デジタル人材戦略課
  3. 企画計理課
  4. 情報セキュリティ課
2. デジタル戦略部
  1. デジタル戦略課
  2. デジタル企画調整課
  3. デジタル改革課
3. ＤＸ協働事業部
  1. ＤＸ協働事業課
  2. デジタル手続推進課
  3. 区市町村ＤＸ協働課
4. デジタルサービス推進部
  1. デジタルサービス推進課
  2. つながる東京推進課
5. デジタル基盤部
  1. デジタル基盤課
  2. デジタル基盤運用課